# Bisagra

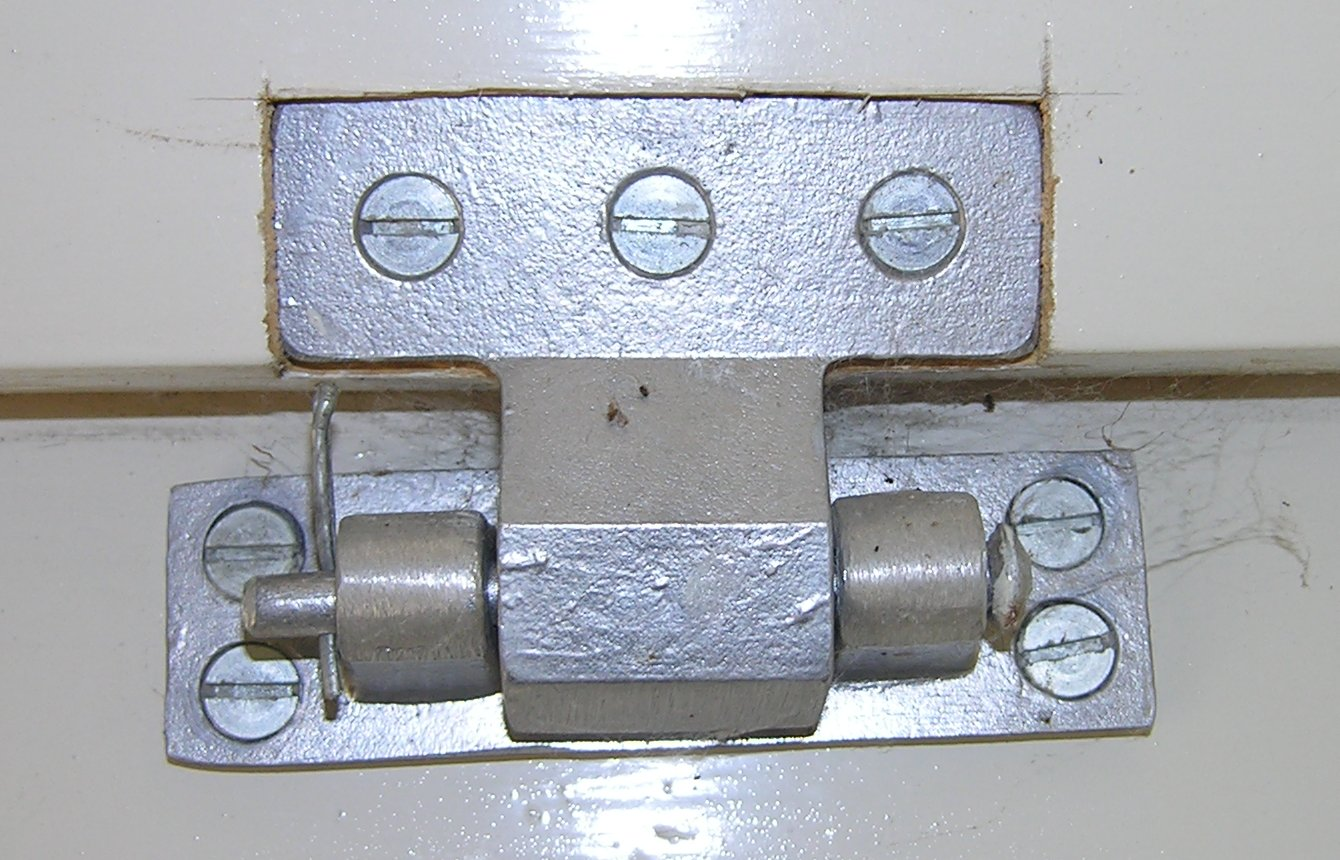
Bisagra.

Una bisagra, gozne, charnela o pernio es un herraje articulado que posibilita el giro de puertas, ventanas o paneles de muebles. Cuenta con dos piezas, una de las cuales va unida a la hoja y gira sobre un eje, permitiendo su movimiento circular. También se puede referir a un tubo metálico sostenido en un mismo eje. También se llama así la hendidura vertical que hay en la tapa de los libros, paralela al lomo, que permite abrirlos sin que la tapa se dañe.
La variedad de modelos presentes en el mercado es enorme y se adapta en forma y tamaño a sus múltiples utilidades. Los materiales de fabricación se pueden concentrar en dos grandes grupos:
- plástico; y
- metal (acero, cinc, latón, bronce, etc.).

## Historia
Algunos se remontan al menos al Antiguo Egipto. Es casi imposible determinar exactamente dónde y cuándo se utilizaron las primeras bisagras.
En la Antigua Roma, las bisagras se llamaban cardō y daban nombre a la diosa Cardea y a la calle principal Cardo. Este nombre cardō perdura hoy en sentido figurado como "lo principal (de lo que algo gira o depende)", en palabras como cardinal.
Según el OED, la palabra inglesa bisagra está relacionada con colgar.

## Clasificación
Según:
- su grado de apertura, que varía hasta los 180°, dependiendo del mueble al que va destinada;
- su grado de visibilidad, distinguiéndose las invisibles y las de tipo barril;
- su sistema de colocación, diferenciándose la manual a tornillos y la automática que precisa el uso de maquinaria.

## Bisagras de cazoleta

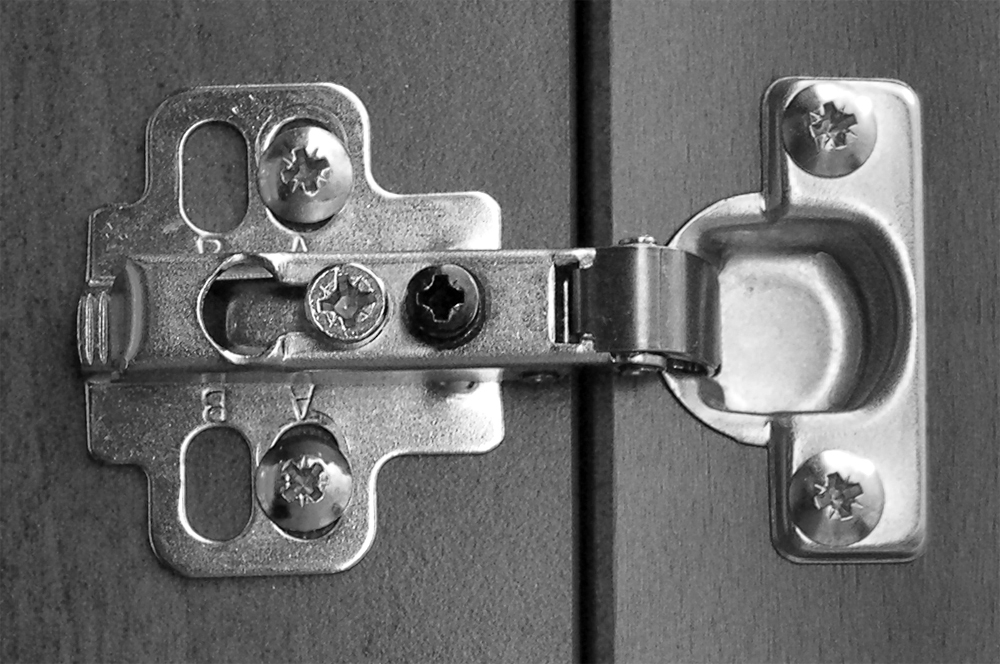
Una bisagra de cazoleta o bisagra cangrejo.

Además de las bisagras de pernio, común en las puertas de paso, y la de libro o piano, que se encuentran en los muebles, la más versátil y regulable es la bisagra de cazoleta. Es invisible desde el exterior y toma su nombre de una de las dos partes que la componen: un soporte fijado al mueble o estructura, y una cazoleta que contiene las partes móviles que harán el juego abatible y quedará parcialmente incrustado en la hoja en una hendidura que habrá que practicar previamente con una fresa. Hay distintos tipos según monte sobre el lateral:
- recta;
- acodada;
- superacodada.

También existen de distintos grados de apertura, hasta 165° y adaptaciones especiales para su montaje en esquinas, chaflanes, cierres en 45°, 90° y 180° entre la hoja y el lateral.